# La Isleta (ort)
La Isleta är en ort i Mexiko.   Den ligger i kommunen Tenango del Valle och delstaten Mexiko, i den sydöstra delen av landet, 60 km sydväst om huvudstaden Mexico City. La Isleta ligger 2 470 meter över havet och antalet invånare är 365.
Terrängen runt La Isleta är lite bergig, och sluttar söderut. Runt La Isleta är det tätbefolkat, med 550 invånare per kvadratkilometer. Närmaste större samhälle är Tenango de Arista, 10,2 km norr om La Isleta. Omgivningarna runt La Isleta är en mosaik av jordbruksmark och naturlig växtlighet.